# باباکوچه
باباکوچه (به لاتین: Babaküçə) نام یک روستا و بخش در شهرستان لریک در جمهوری آذربایجان است. جمعیت باباکوچه ۳۷۸ نفر است.

## ریشه واژه
بابا در زبان تالشی هم‌معنی با فارسی به‌معنی پدر است و کوچه یا کوجه به‌معنی کوی، برزن یا محله است و معنای کامل آن محله پدر یا محله پدری است.